# Joelson Medeiros
Joelson Medeiros Alves Pereira (Curitiba, 22 de junho de 1966), mais conhecido como Joelson Medeiros, é um ator brasileiro.

## Biografia
É formado em artes cênicas pela Pontifícia Universidade Católica do Paraná.
Seu primeiro trabalho de sucesso foi a montagem teatral de Werther, adaptação da obra de Goethe feita por Paulo Venturelli e dirigida por Cleon Jacques, que ficou seis anos em cartaz e pelo qual Joelson recebeu o prêmio Gralha Azul de melhor ator em 1992.
Após mais de vinte anos no teatro, Joelson fez sua primeira novela em 2006: Páginas da Vida"
, de Manoel Carlos.

## Filmografia

### Televisão
| Ano  | Título                       | Personagem            | Notas                                                          |
| ---- | ---------------------------- | --------------------- | -------------------------------------------------------------- |
| 2024 | Reis                         | Profeta Avner         | 11° temporada                                                  |
| 2023 | Fim                          | Julio                 |                                                                |
| 2023 | Travessia                    | Vidal                 |                                                                |
| 2022 | Quanto Mais Vida, Melhor!    | Jonas                 |                                                                |
| 2022 | Além da Ilusão               | Sandoval              |                                                                |
| 2021 | Gênesis                      | Ficol                 | Fase: Jornada de Abraão                                        |
| 2020 | Um Dia Qualquer              | Pastor Evangélico     |                                                                |
| 2019 | Éramos Seis                  | Ismael                |                                                                |
| 2019 | Amor de Mãe                  | Silas                 |                                                                |
| 2019 | Malhação: Toda Forma de Amar | Genival               |                                                                |
| 2017 | Tempo de Amar                | Firmino de Oliveira   |                                                                |
| 2017 | A Fórmula                    | Otávio                |                                                                |
| 2017 | Novo Mundo                   | Oficial               |                                                                |
| 2016 | A Terra Prometida            | Abul                  |                                                                |
| 2015 | A Regra do Jogo              | Delegado              |                                                                |
| 2015 | Sete Vidas                   | Jonas                 |                                                                |
| 2014 | Milagres de Jesus            | Joel                  | Episódio: "O Inválido do Tanque de Betesda"                    |
| 2014 | Trair e Coçar É só Começar   | Edson                 | Episódio: "Erótico"                                            |
| 2013 | José do Egito                | Mitri                 |                                                                |
| 2012 | Louco por Elas               | Siri                  |                                                                |
| 2010 | Malhação                     | Fausto                |                                                                |
| 2009 | Caras & Bocas                | Padre Guilherme       |                                                                |
| 2008 | Casos e Acasos               | Oscar                 | Episódio: "O Teste, o Gato e o Rejeitado"                      |
| 2008 | Casos e Acasos               | Luiz Carlos           | Episódio: "A Câmera Escondida, o Chá de Fralda e o Porta-Mala" |
| 2008 | Casos e Acasos               | Daniel                | Episódio: "O Beijo, a Foto e o Empréstimo"                     |
| 2008 | Casos e Acasos               | Matias                | Episódio: "O Presente, a Sociedade e a Tentação"               |
| 2008 | Queridos Amigos              | Luís Maurício (Pingo) |                                                                |
| 2006 | Páginas da Vida              | Domingos              |                                                                |
| 2004 | A Diarista                   | Paiva                 | Episódio: "A Morte Lhe Cai Bem"                                |

### No cinema
| Ano  | Título                              | Personagem       | Notas          |
| ---- | ----------------------------------- | ---------------- | -------------- |
| 1997 | Valdir e Rute                       | Homem na rua     | Curta-metragem |
| 1998 | Boleiros - Era uma Vez o Futebol... | Repórter         |                |
| 2003 | Viva Voz                            | Gerente do Banco |                |
| 2011 | As Mães de Chico Xavier             | Guilherme        |                |
| 2011 | Homens Com Cheiro de Flor           | Deodato Viscaíno |                |
| 2012 | Entre Nós                           | Enfermeiro       | Curta-metragem |
| 2019 | Simonal                             | Moretti          |                |
| 2021 | A Suspeita                          | Delegado Cardoso |                |

## Teatro
- 2008 -      A Alma Boa de Setsuan
- 2007/2008 - Por Uma Vida Um Pouco Menos Ordinária
- 2006/2007 - Hedda Gabler
- 2004/2005 - Avenida Dropsie
- 2004 -      As Três Porconas
- 2002/2003 - Temporada de Gripe
- 2000 -      A Vida é Cheia de Som e Fúria
- 1999 -      Apocalipse
- 1997 -      O Livro de Jó
- 1995 -      Senhorita Julia
- 1994 -      Todos os que Caem
- 1992 -      Hamlet
- 1991 -      Sonho de uma noite de verão
- 1991 -      O Barbeiro de Sevilha
- 1986 -      O desejo agarrado pelo rabo